# Esquema (psicología)
Un esquema es un marco mental cognitivo o conceptual
La utilidad de los esquemas radica en que nos permiten tomar atajos en la interpretación de la gran cantidad de información que está disponible en nuestro entorno.
Además, dichos marcos mentales también nos permiten excluir la información pertinente para concentrarnos sólo en aquellos aspectos que confirman nuestras creencias e ideas preexistentes.
La teoría de Piaget del desarrollo cognitivo proporcionó una dimensión importante a nuestra comprensión sobre cómo los niños aprenden, cómo a través de los procesos de adaptación, acomodación y equilibrio, construimos, cambiamos y aumentamos nuestros esquemas, los cuales nos proporcionan un marco para nuestra comprensión del mundo que nos rodea.
- Un patrón organizado de pensamiento o comportamiento.
- Un conjunto estructurado o ideas preconcebidas.
- Una estructura mental que representa algún aspecto del mundo.
- Una estructura de conocimientos específicos o representación cognitiva del yo.
- Un marco mental centrado en un tema específico, que nos ayuda a organizar la información social.
- Las estructuras que organizan nuestros conocimientos y suposiciones sobre algo y son utilizados para la interpretación y procesamiento de la información.

Un esquema puede ser visto como una teoría sobre la representación de conocimiento y de cómo esa representación facilita el uso del conocimiento, y puede ser entendido como tener una estructura de conocimiento o un proceso interpretativo. Rumelhart menciona que los individuos tienen repertorios disponibles de esquemas bajo los cuales interpretan los eventos. Un cambio en un esquema es un cambio en la perspectiva y afecta nuestra atención y recuerdo.
El concepto de esquema, asume que nuestro conocimiento sobre el  mundo es representado en la memoria como la suma de unidades organizadas llamadas esquemas. La teoría de esquemas ha sido utilizada para explicar cómo la nueva información se conecta e interactúa con las estructuras existentes de conocimiento, para producir un aprendizaje significativo según Ausubel.
Los esquemas se adquieren a través del aprendizaje, pero algunos pueden ser innatos como la estructura del lenguaje. Los esquemas representan objetos, personas, estados subjetivos o relaciones entre objetos. Un esquema que describe acciones se le llama guion. Los esquemas no son una copia del mundo, sino una interpretación privada de este. El esquema posee distintos niveles de abstracción, podemos tener un esquema abstracto de hogar y uno específico de nuestra propia casa. Los elementos que constituyen un esquema pueden verse como conceptos que a su vez se conforman de otros, compatibles al esquema asociado, por ejemplo para un maestro de cognición el esquema  APRENDIZAJE puede incluir los elementos integración, memoria, esquema, declarativo y procedimental. Un esquema puede incorporar información nueva o estar incluido dentro de otro, por ejemplo el esquema de memoria puede estar dentro del de aprendizaje.
Dentro de los procesos mentales superiores la noción de estructura cognitiva es central para explicar el aprendizaje y el recuerdo, dicha estructura también es llamada frecuentemente esquema cognitivo y se le atribuye el control de la información almacenada. Los esquemas son estructuras de datos abstractos que organizan grandes cantidades de información. Son patrones o guías para comprender un evento, concepto o habilidad.
El concepto de esquema enfatiza la idea de que la memoria tiene estructura, a la vez que permite mostrar como el conocimiento está conectado en la memoria, lo cual es importante para explicar que información es recuperada en respuesta a un estímulo y como esa información es utilizada en el razonamiento. 
Un esquema de sí mismo se llama "esquema de sí mismo". Esquemas para otras personas son llamados "esquemas de personas". Esquemas para papeles y profesiones son llamados "esquemas de rol", y esquemas para eventos o situaciones son llamados "esquemas de eventos" (o guiones).
Los esquemas influencian nuestra atención, ya que tenemos más posibilidades de notar cosas que encajen en nuestro esquema. Si algo contradice nuestro esquema, puede ser modificado o interpretado como una excepción o como único. Por lo tanto, los esquemas son propensos a la distorsión. Influencian lo que observamos en una situación. Tienen una tendencia a permanecer sin cambios, incluso en la cara de información contradictoria. Nos inclinamos a situar personas que no encajan en nuestro esquema en una categoría "especial" o "diferente", en lugar de considerar la posibilidad que nuestro esquema puede estar defectuoso. Como resultado de los esquemas, podemos actuar de tal manera que en realidad hace que nuestras expectativas se hagan realidad. 
El concepto de esquema fue introducido inicialmente a la psicología y educación a través del trabajo del psicólogo británico Frederic Bartlett (1886-1969). Esta teoría de aprendizaje organizan el conocimiento como una compleja red de estructuras mentales que representan el entendimiento de uno en el mundo. La teoría de esquema fue desarrollada por el psicólogo educativo R. C. Anderson. El término esquema fue utilizado por Jean Piaget en 1926, por lo que no fue un concepto totalmente nuevo. Anderson, sin embargo, amplió el significado.
Las personas utilizan esquemas para organizar el conocimiento actual y proporciona un marco para entender el futuro. Ejemplos de esquemas incluyen Rúbrica, esquemas sociales, estereotipos, roles sociales, guiones, cosmovisiones, y arquetipos.

## Esquema de la teoría de esquema
Desarrollos tempranos de la idea en la psicología surgieron con la Psicología de la Gestalt y Piaget. Sin embargo, es con el trabajo de Bartlett (él mismo dibujado en el término utilizado por el neurólogo Henry Head) que el término llegó a ser usado en su sentido moderno.
El trabajo de Bartlett fue descuidado en América durante la era conductista hasta su recapitulación al por mayor en forma masiva influenciada en la psicología cognitiva (1967).  El trabajo de Neisser llevó a la ubicuidad del término en la psicología, y su extensión a otras disciplinas, en particular el desarrollo cognitivo y las ciencias computacionales. Desde entonces, muchos otros términos han sido utilizados, incluyendo "marco", "escena" y "guion".